# 上原善広
上原 善広（うえはら よしひろ、1973年（昭和48年）7月6日 - ）は、大阪府出身のノンフィクション作家。被差別部落出身である事をカミングアウトし、部落問題を中心に文筆活動を行っている。

## 来歴
1973年、大阪府松原市南新町（更池）で、4人兄弟の末っ子として生まれた。父が24歳のときの第4子である。父は食肉店を経営し、自民党系の同和会南大阪支部長を務めたが、のち部落解放同盟に移った。父の店は後に堺に移転した。母は堺の地主の末娘で、被差別部落の出身ではない。少年時代に両親が離婚し、家庭の事情により羽曳野市や藤井寺市などを転々として育つ。
羽曳野市立河原城中学校に入学すると、次兄が少女に性的ないたずらをするようになった。被害者には善広の同級生もいたので次第に学校へ寄り付かなくなった。同校在学中は暴力的な不良と見られており、シンナーを吸っていたが担任教師に救われて立ち直った。このころ、部落解放研究部に所属。大阪府立美原高等学校在学中に始めた円盤投で頭角を現し府大会で優勝。高校時代は三度にわたり停学処分を受けていたがスポーツ推薦で大阪体育大学に入学。在学中に20歳で学生結婚。1996年に同大を卒業、同年に娘が誕生。中学校の体育非常勤教師となる。
冒険家を志して単身渡米し、米国で1年間ほどを過ごし、23歳の時にロサンゼルスの日系新聞『羅府新報』でフリーライターとしてデビュー。自らの不貞が原因で妻とは離婚。長く雑誌を活動の場としてきたが、2005年に著作『被差別の食卓』を新潮社から刊行。
2010年4月、『日本の路地を旅する』で第41回大宅壮一ノンフィクション賞受賞。2010年12月、咲くやこの花賞 文芸その他部門受賞。2012年3月、『新潮45』2011年11月号の「孤独なポピュリストの原点」により編集者が選ぶ雑誌ジャーナリズム賞大賞受賞。2016年、『一投に賭ける 溝口和洋、最後の無頼派アスリート』によりミズノスポーツライター賞優秀賞受賞。

## 人物

### 活動・主張
- 中上健次に倣って被差別部落を「路地」と呼んでいる。

- 雑誌『噂の眞相』2004年3月号に『「噂真」最後のタブー「部落出身芸能人」』というルポを寄稿。芸能界やスポーツ界などで活躍する部落出身者をイニシャルで紹介した。この記事では、「ある部落出身者が皇族に嫁いでいる」「もちろん未指定地区になっている。ここの出身者が皇族に嫁いだということで、地区指定を見送られたのだ。」「問題は、皇族ですら、部落民を身内として受け入れているという事実があるということだ。だからこの点に関しては、意外に皇族の方が進歩的といえるのかもしれない。この結婚に関しては、当の皇族本人が強く希望したため、宮内庁をはじめとする周囲も押し切られたとされている。まさに快挙といえる話ではないか。」と記している。

- 雑誌『実話ナックルズ』にて『JDT 日本の路地を歩く』という連載を執筆しており、2004年7月号に発表した「群馬県T部落」で群馬県の未指定地区を取り上げ、「ここから女性が一人、皇族に嫁いでいる」「ここは女性が皇族へ嫁いだため、行政から同和地区指定されなかった。 指定を受けると部落とわかってしまうからである。」「皇族は過去の身分上、最高位にいる。その彼らが過去の身分上最底辺の部落民と結婚するなどということは、身分社会の崩壊を意味している。」と書いた。上記の記事「群馬県T部落」では「ある研究者の方に紹介していただいて知った」と記述している。上原が指摘した皇族に嫁いだ女性とは上皇后美智子（日清製粉創業者正田貞一郎の孫）である。しかし憂国我道会会長の山口祐二郎によると「皇后陛下は華族出身ではなく民間から初めて天皇家に嫁いだ女性として類まれな存在であったが被差別部落出身者ではない。確かに館林市にはいくつかの被差別部落が存在するが正田家の場所は明確に異なる。」という[12]。

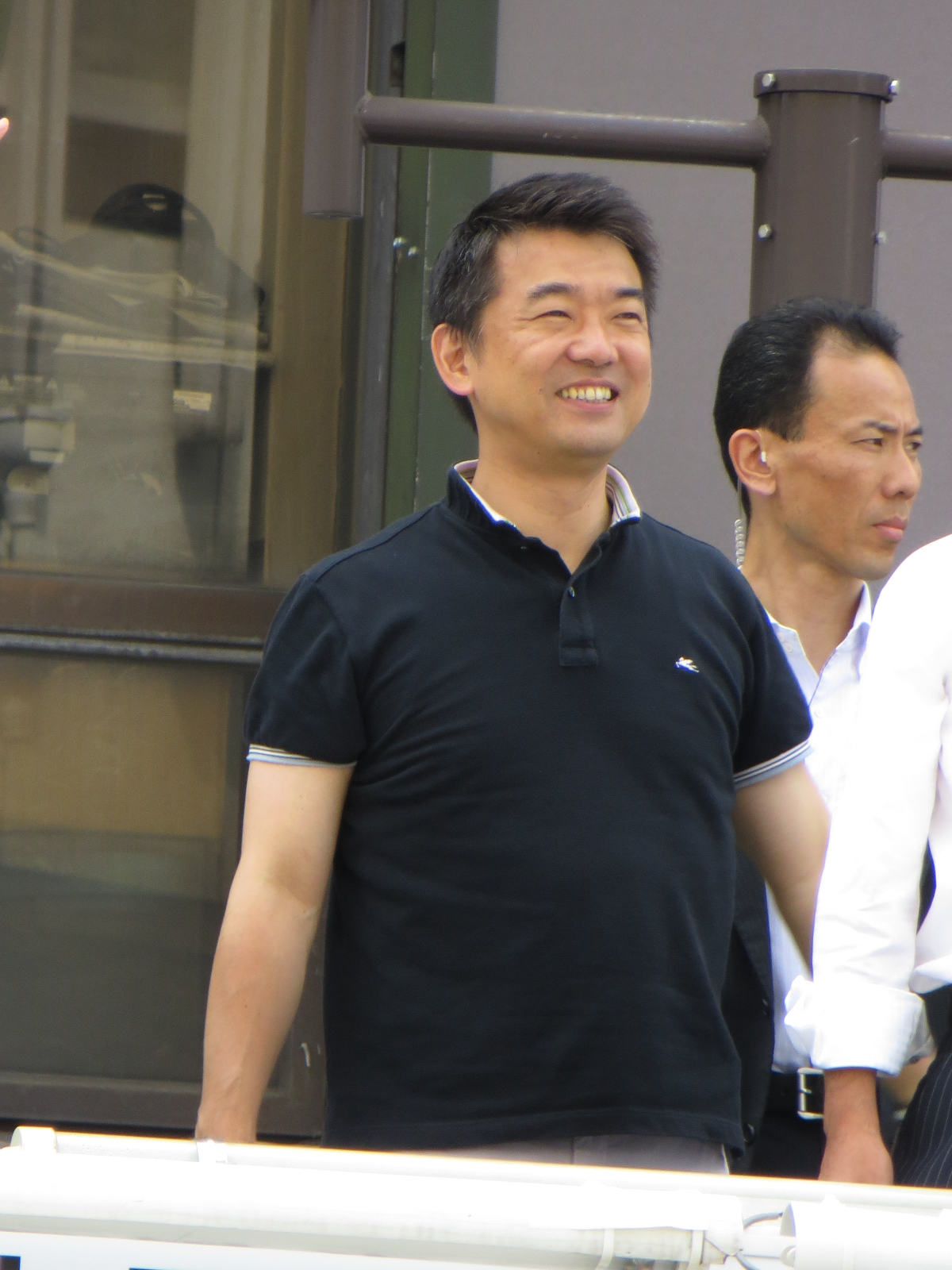
笑顔の男性が橋下徹

- 『新潮45』2011年11月号では、「孤独なポピュリストの原点」と題して橋下徹の出自（父親が同和地区出身で、当人も同和地区育ち）を扱った文章を発表。橋下が小学生の時に亡くなった実父と、叔父が暴力団組員だったとの記事を載せた[13]。このため、元・解放出版社事務局長で現・にんげん出版代表の小林健治（部落解放同盟中央本部・マスコミ対策部文化対策部／糾弾闘争本部）からは「差別売文家・上原善広」[14]と批判されている。小林はまた、上原について「『新潮45』の編集長は、同和地区出身という属性をはぎ取れば、ただの売文屋でしかない上原に、他者が書けば抗議される恐れがあることを書かせることによって、危険（抗議）を事前に予防しているつもりなのであろうが、誰が書こうが差別文章は差別文章なのであり、抗議・糾弾の対象になるのは当たり前だ」[15]「上原善広については、以前にも雑誌『実話ナックルズ』（ミリオン出版）に、被差別部落を「近親相姦」による「奇形児」が多い、おどろおどろしい地域として猟奇的に描き、解放同盟の中央執行委員会で抗議し、糾弾することが決まった。また、『噂の真相』最終号に「スポーツ、芸能界の被差別部落出身者一覧」という暴露記事を書き、これも強く批判されている」[15]「そのような人物に「大宅壮一ノンフィクション大賞」を授与した出版社の見識を疑う」[15]とも発言している。橋下が、実父と叔父が暴力団組員だったと報じた月刊誌の記事で名誉を傷つけられたとして、発行元の新潮社に損害賠償を求めた訴訟では、最高裁第1小法廷（木澤克之裁判長）は、橋下の上告を退ける決定をしており、橋下敗訴の二審判決が2017年6月1日付で確定している[13]。

- 小林健治から批判されていることは上原自身も認識しており、「僕も解放同盟が解散して、新たに組織されるような"解体的出直し論"は賛成ですが、そういうこと言うと、嫌われるんですよね。これは関係者から聞いたのですが、部落解放研究所の出版部門『解放出版社』と関係の深い小林健治氏にも嫌われてるらしいです。」[16]と発言している。これに対し、部落解放同盟中央本部執行委員などを歴任した西岡智は「小林健治さんも、ちょっとわかってないところがあるよな。ええ機会やから、『西岡のおっさんがそう言うてる』ってちゃんと書いとけ。文句あるならいつでも僕のとこに来いと。」[16]と小林を批判し、上原に味方している。

- 2013年1月26日、大阪市立桜宮高等学校体育科の入試問題に絡み、同校の生徒が大阪市長橋下徹を「部落民がいきんな」「殺意芽生えるわ」とツイッターで攻撃した件について、部落解放同盟大阪府連合会から「投稿した生徒が橋下市長を「部落民」と書き込んだその背景には、この間の週刊誌などの報道が強く影響していると思われる」「『週刊新潮』、『週刊文春』、『週刊朝日』、その情報を提供した上原善広氏（ノンフィクション作家）などとともに、橋下市長の出自を暴き、部落差別を煽ったマスコミの責任こそが強く問われるものである」と名指しで非難を受ける[17]。これに対して上原は「新しいことをやって叩かれるのは、昔からの常ですから当然のことですしね。むしろちゃんと仕事をしてる証左といえるでしょう」と発言している[18]。

- 「新聞掲載は可能になったが、タブーがあるため自分はまだテレビ・ラジオには出られない。テレビ、ラジオが取り上げたとき、部落は解放されたといっても良いのではないか」[19]とし、いまだマスコミでは同和と自分自身がタブーがあるとしている。

- 近年は部落問題だけでなく考古学の旧石器捏造（『石の虚塔』2014）、スポーツ選手のルポ（「野性時代」連載『溝口のヤリ』2015）等、その活動範囲を広げていたが、自身が50歳になる2023年にノンフィクション作家を引退することを公言している[20]

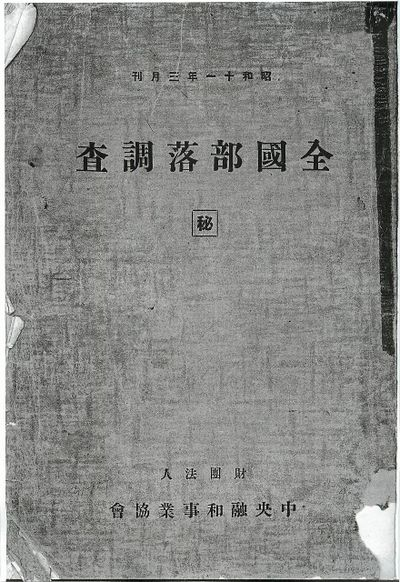
全國部落調査の表紙

- 『実話ナックルズ』誌における連載『JDT 日本の路地を歩く』の初期には、記事の内容をめぐり部落解放同盟の幹部から圧力を受けたことがある。当の幹部はたまたま被差別部落出身ではなかったため、上原は「面白い。一般地区出身のあなたが部落出身の私を糾弾するというのは部落解放の一つの道筋である。」と言って公開糾弾会を開くよう求めたが、実現はしなかったという[21]。

- 2016年、鳥取ループの運営する示現舎が『全国部落調査』復刻版の刊行を予告したことについて、上原は「ぼくはこの出版自体は良いことだと思います。なぜなら、水平社宣言に書かれた『穢多であることを誇りうるときがきたのだ』という言葉と、『住んでいるところを隠す』のは矛盾しているからです。なぜ誇りをもっている故郷を隠さねばならないのか。」と述べている[22]。

### 人柄
- 双極性障害を持ち、中学生の頃から何度か自殺を図っている。2012年4月14日にも東京日本橋の自宅マンションで数百錠の眠剤を服み、自殺を図って聖路加病院に入院したことをブログで公表している[23]。入院中は三日間ほど昏睡状態で過ごした[24]。
- 大学時代にカトリックの洗礼を受ける（洗礼名コルベ[25]）。

### 系譜・上原家
上原家がいつ頃から更池に住みついたのか、よく分かっていない。古い記録によれば、和泉国の南王子村に住む木下重三郎の息子竹蔵が23歳のときの1869年（明治2年）、更池の上原安二郎宅へと養子にもらわれてきたことからはじまっている。上原安二郎には、生涯、子がなかった。竹蔵は上原家を継ぎ、地元の娘リウを娶り、9人の子をもうけた。リウは平民であり、更池の者でもなければ、部落の者でもない。
竹蔵、リウ夫妻の五男・豊松は放浪癖のある子で、よく迷子になり、「亀ちゃん」と呼ばれていた。豊松は更池の娘タマノと一緒になり、8人の子をもうけた。長男（上原善広の祖父）から下の7人はすべて女だったが、無事に成人し、それぞれ浪速区、西成区、兵庫長田、京都下京区、奈良北葛城郡の部落へと嫁いだ。
長男（上原善広の祖父）は京都宮津の部落生まれの娘（上原善広の祖母）を娶った。祖父母の間には、二人の子が生まれた。それが上原善広の父とその妹である。父は若くして所帯をもち、農業をしていた実家の屋敷の半分を改築し、食肉卸の小さな店を開いた。母は堺の地主の末娘で、カフェでウェイトレスをしていた頃、父は母を見初めた。上原善広によると「父は大阪商人の権化のような人で、商売のためなら右翼でも共産党でも解放同盟でも同和会でも何でも使った。堺市に肉工場を建てるまでになった。」という。

## 著書
- 『28 上原善広詩集』（2001年、自費出版）
- 『被差別の食卓』（2005年、新潮新書）
- 『コリアン部落 幻の韓国被差別民・白丁を探して』（2006年、ミリオン出版）河出文庫、2019
  - 『韓国の路地を旅する』（『コリアン部落』復刊増補版）ミリオン出版 2014
- 『聖路加病院訪問看護科 11人のナースたち』（2007年、新潮新書）
- 『日本の路地を旅する』（2009年、文藝春秋）のち文庫
- 『異形の日本人』（2010年、新潮新書）
- 『異貌の人びと―日常に隠された被差別を巡る』（2012年、河出書房新社）「異邦人 世界の辺境を旅する」文春文庫
- 『私家版差別語辞典』新潮選書　2011
- 『石の虚塔 発見と捏造　考古学に憑かれた男たち』新潮社 2014 『発掘狂騒史 「岩宿」から「神の手」まで』新潮文庫　2017
- 『差別と教育と私』文藝春秋 2014
- 『路地の教室 部落差別を考える』ちくまプリマー新書 2014
- 『被差別のグルメ』新潮新書 2015
- 『一投に賭ける―溝口和洋　最後の無頼派アスリート』（KADOKAWA） 2016　　角川文庫　2020年
- 『カナダ　歴史街道をゆく』（文藝春秋）2017
- 『路地の子』(新潮社) 2017　のち文庫
- 『辺境の路地へ』(河出書房新社) 2018
- 『断薬記―私がうつ病の薬をやめた理由』(新潮新書）2020
- 『四国辺土 幻の草遍路と路地巡礼』KADOKAWA, 2021.11